# سي نيوز
سي نيوز هي قناة إخبارية فرنسية مجانية بدات بثها في 4 نوفمبر 1999. توفر تغطية إخبارية وطنية وعالمية على مدار 24 ساعة. إنها ثاني أكثر شبكة إخبارية مشاهدة في فرنسا ، بعد قناة بي أف أم.
اعتبارًا من 19 مارس 2018 ، يتم نقل سي نيوز بواسطة مزود الأقمار الصناعية دايركت تي في في الولايات المتحدة بتقنية HD على قناة 2011.